# Leptoceratopsy
Leptoceratopsy (Leptoceratopsidae) – grupa (według linneuszowskiej klasyfikacji rodzina) neoceratopsów. Były one na ogół małymi (największy ich przedstawiciel Udanoceratops mierzył ok. 4 m długości) i stosunkowo prymitywnymi w porównaniu z Ceratopsoidea dinozaurami. Znane są wyłącznie z Ameryki Północnej i Azji od późnego santonu do końca mastrychtu, choć znany z fragmentarycznych pochodzących z wczesnej kredy Australii Serendipaceratops może okazać się ich przedstawicielem. Termin Leptoceratopsidae ukuł Nopsca w 1923 r., a Mackovicky w 2001 r. zdefiniował tę grupę jako organizmy bliżej spokrewnione z Leptoceratops gracilis niż Triceratops horridus.

## Przedstawiciele
- Asiaceratops
- Bainoceratops
- Cerasinops
- Ferrisaurus[3]
- Gryphoceratops
- Ischioceratops[4]
- Leptoceratops (rodzaj typowy)
- Montanoceratops
- Prenoceratops
- Serendipaceratops ?
- Udanoceratops
- Unescoceratops
- Zhuchengceratops
- Gremlin[5]

## Historia
Dinozaury rogate znane są od końca XIX wieku. W 1888 Othniel Charles Marsh opisał rodzaj Ceratops i utworzył nową rodzinę dinozaurów. Na początku XX wieku Barnum Brown opisał z Alberty kolejne znalezisko. Znalezione podczas ekspedycji w 1910, znacznie różniły się od wcześniej znanego triceratopsa i w ogóle rodziny Ceratopsidae. Brown porównywał ich rozmiary, w tym wysokość nieprzekraczającą czterech stóp, do Brachyceratops, podkreślał prymitywne cechy zwierzęcia, które nazwał Leptoceratops. Postulował wprowadzenie nowej rodziny dinozaurów, która obejmie Leptoceratops i Brachyceratops. Wstrzymał się z tym jeszcze z uwagi na niekompletność szczątków, którymi dysponował. Rodzina taka nie pojawiała się w piśmiennictwie aż do 1923. Wtedy to Nopcsa opublikował w drugim numerze Fortschritte der Geologie und Palaeontologie pracę Die Familien der Reptilien. Arystokrata nie wprowadził jednak definicji dla stworzonej przez siebie nazwy. Tę ostatnią zaproponował dopiero Makovicky, w pracy z 2001 poświęconej czaszce montanoceratopsa.

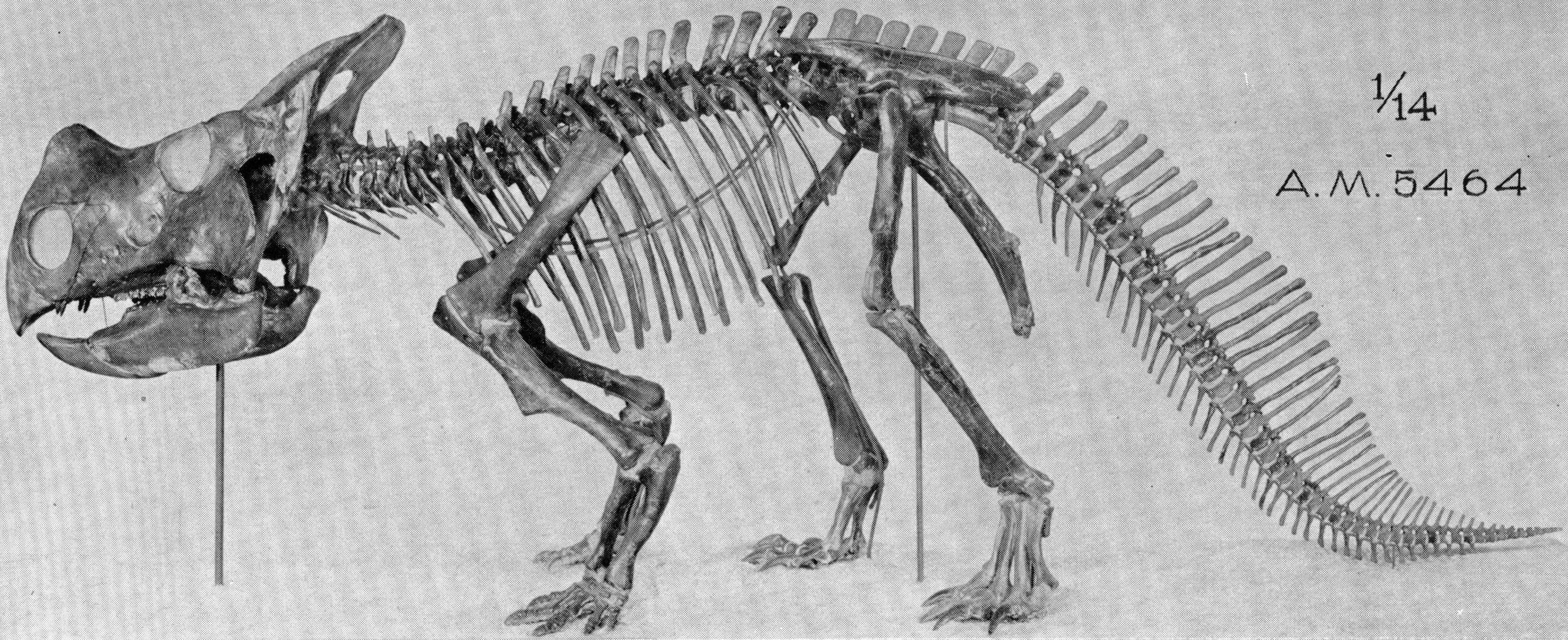
Pierwotna rekonstrukcja szkieletu montanoceratopsa z pracy Browna i Schlaikjera z 1942. Lokalizację rogu później zmieniono

Tymczasem pojawiały się kolejne znaleziska, w tym opisane przez Gilmore'a z formacji Two Medicine na północy Montany. Jednakże najbardziej kompletny szkielet okrzyknięty leptoceratopsem odnaleziono w 1916 skałach formacji St. Mary River w okolicy jeziora Buffalo, także w Montanie. W 1918 Peter C. Kaisen wypreparował go. Od 1935 dzięki Charlesowi J. Langowi znalazł się on zmontowany na wystawie. W rekonstrukcji wzorowano się na protoceratopsie. Jednakże Brown dostrzegł odmienności w budowie czaszki, dlatego w 1942 z Erichem M. Schlaikjerem opisali nowy gatunek ceratopsa, którego zaliczyli do rodzaju Leptoceratops. Stworzyli dlań epitet gatunkowy cerorhynchus. Pojawienie się wcześniej propozycji rodziny leptoceratopsów nie oznaczało jej automatycznego wejścia do użycia. Autorzy umieścili gatunek w rodzinie protoceratopsów. Jak zauważyli, był on bliższy protoceratopsowi, niż jakiemukolwiek innemu dinozaurowi rogatemu. Podobnie klasyfikowali leptoceratopsa w 1925 Gregory i Mook. W przeciwieństwie do bezrogiego L. gracilis u na nosie nowego gatunku dostrzeżono róg. Sytuację tego gatunku zmieniła praca Sternberga z 1951. Dostrzegając istotne odmienności zwłaszcza w anatomii czaszek obu ówcześnie wyróżnianych gatunków leptoceratopsa, badacz przeniósł L. cerorhynchus do nowego rodzaju, który nazwał Montanoceratops. Jeszcze pod koniec XX wieku rodzaj zaliczano do Protoceratopsidae.
Kolejnych odkryć dinozaurów rogatych dokonano w Azji. W 1989 kreowano Asiaceratops. Kurzanow opisał w 1992 Udanoceratops, którego określił jako wielkiego przedstawiciela protoceratopsów.
Z upływem lat opisywano kolejne rodzaje dinozaurów rogatych, które zaliczano do leptoceratopsów. W 2003 dzięki skamieniałościom odnalezionym w Mongolii, w Bajandzag na południowej Gobi, wśród skał formacji Djadokhta, początkowo uznanym za pozostałości protocetatopsa, Wiktor Tierieszczenko i Władimir Alifanow w opisali nowy rodzaj Bainoceratops, umieszczają go w rodzinie protoceratopsów. W kolejnej pracy Tierieszczenko wymieniał go dalej wśród Protocerapoidea. Alifanow w 2008 dalej umieszczał go w Protoceratopidae, razem zresztą z Udanoceratops. Za nimi szli inni autorzy. Pogląd ten z czasem uległ zmianie. W 2018 Tierieszczenko, zauważając bliższą relację Bainoceratops do Udanoceratops czy Leptoceratops niż do Protoceratops, zaliczył go do wraz z dwoma wymienionymi rodzajami rodziny leptoceratopsów jako jednej z czterech rodzin Neoceratopsia. Wskazywał zarazem na takie odróżniające się cechy leptoceratopsów, jak krzywizna szyjnych łuków kręgowych czy 10, a nie 9 kręgów piersiowych, jak też na niższy a szerszy ogon. W tym samym roku Eric Morschhauser i inni wymieniali go jednak wśród Bagaceratopsidae.
W 2003 Richowie donieśli o przypominających ceratopsie szczątkach kończyn dolnych z Australii. Opisali rodzaj Serendipaceratops. Został on początkowo zaliczony do Neoceratopsia. Bywał on później porównywany do leptoceratopsa, jednak konkurencyjny pogląd upatrywał w nim bazalnego Genasauria.
W 2004 Brenda Chinnery opisała na podstawie skamieniałości z formacji Two Medicine Prenoceratops.

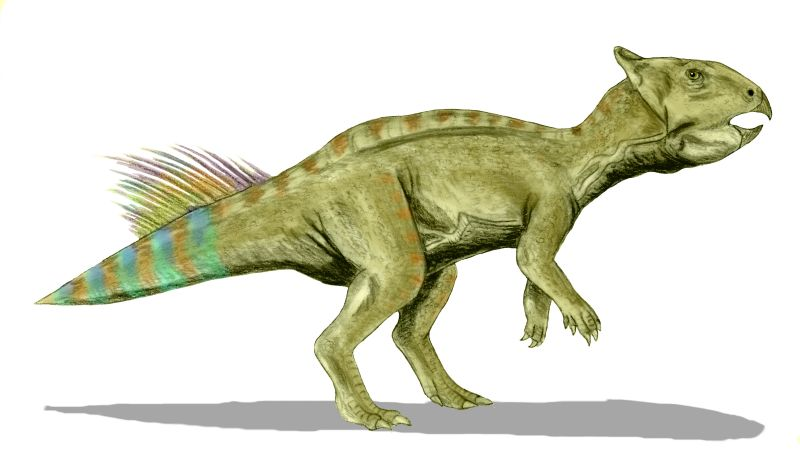
Cerasinops opisali Chimnery i Horner w 2007

W 2007 Chimnery i Jack Horner opisali kolejnego dinozaura rogatego z Montany. Nadali mu nazwę Cerasinops. Wedle przeprowadzonej przez badaczy analizy filogenetycznej rodzaj ten stanowił grupę siostrzaną Leptoceratopsidae. W tym samym roku szczątki Leptoceratopsidae znaleziono w Europie.
Prawą kość zębową dinozaura nieznanego wcześniej nauce znaleziono w Albercie, 10 km na wschód od Writing-on-Stone Provincial
Park, w miejscu zwanym Black Coulee. Spoczywały wśród skał formacji Milk River. Nowy rodzaj otrzymał nazwę Gryphoceratops. Inną kość zębową znaleziono w Dinosaur Provincial Park także w Albercie. Opisany na jej podstawie rodzaj nazwano Unescoceratops. Oba rodzaje kreowano w tej samej pracy Ryana i współpracowników.
Znaleziska leptoceratopsów miały miejsce także w Azji. W 2015 opisano skamieniałości z prowincji Szantung, znalezione w Zhucheng, w miejscu Kugou, znanym już z wcześniejszych znalezisk. Zespół He, obejmujący między innymi Makovicky'ego i Xu, nazwał go Ischioceratops.
W 2019 Victoria M. Arbour i David C. Evans opisali nowy rodzaj Ferrisaurus na podstawie szczątków znalezionych w Kolumbii Brytyjskiej przez geologa zatrudnionego w kopalni w 1971, wcześniej uznawanego za nieokreślonego bliżej Cerapoda.

## Budowa
Ceratopsy były roślinożercami.
Leptoceratopsy były niewielkimi ceratopsami. Mierzyły około 2 m długości. Niektóre były większe. Bainoceratops osiągał 2,5 m, a montanoceratops 3 m. Leptoceratops mierzył nie więcej niż 4 stopy wzrostu.
Czaszkę Leptoceratops scharakteryzował Brown jako krótką i głęboką.
Leptoceratops nie miał rogów.
Kość nosowa montanoceratopsa opisana została przez Browna i Schlaikjer jako ciężka, głęboka, duża, z dobrze rozwiniętym rogiem nosowym, co zostało zrewidowane przez późniejszych autorów.
Kość szczękowa u Leptoceratops miała 20 rzędów zębów.
Żuchwa Leptoceratops jest krótsza i głębsza, niż u Brachyceratops. Kość zębowa jest krótka, a wyrostek dziobiasty wysoki.
Zęby o jednym korzeniu.
Występuje dość długa u Leptoceratops kość przedzębowa.
U Leptoceratops os spleniale jest szeroka.
Barnum Brown opisywał u Leptoceratops krótkie kręgi przedkrzyżowe. Podobne miał Bainoceratops, o powierzchni głowowej wklęsłej i płaskiej powierzchni tylnej. Kręgi krzyżowe były zaś u Leptoceratops długie, o zaokrąglonej dolnej powierzchni, podobnie U Bainoceratops. U tego ostatniego w bok sterczały z nich wyrostki poprzeczne.

## Systematyka
Grupa ceratopsów, czyli dinozaurów rogatych, zaliczana jest do największych radiacji ewolucyjnych nieptasich dinozaurów.
Ceratopsy dzielą się na psitakozaury i neoceratopsy.
Neoceratopsy bywają dzielone na Ceratopsoidea, protoceratopsy oraz kilka mniejszych kladów, jak Archaeoceratops.
Ceatopsoidea obejmują rodziny Leptoceratopsidae oraz Ceratopsidae.
Lindgren i inni w 2007 zauważyli, że nieliczne badania wspierają monofiletyzm leptoceratopsów.

## Rozmieszczenie geograficzne
Pozostałości leptoceratopsow znane są z Ameryki Północnej i z Azji.
Pozostałości leptoceratopsa pochodzą ze środkowego kampanu z Alberty oraz z późnego mastrychtu z Alberty i Wyoming. Montanoceratops zamieszkiwała w kampanie tereny dzisiejszej Alberty, we wczesnym mastrychcie Montanę.
Azję zamieszkiwał Asiaceratops. Bainoceratops żył na terenie dzisiejszej Mongolii, na południu pustyni Gobi. Szczątki znaleziono wśród skał późnokredowej Djadokhta.
Zęby i kręgi Leptoceratopsidae znaleziono także w Europie, w płytkomorskich osadach na południu Szwecji, w obrębie Basenu Kristianstad. Otaczające je skały datowano na kampan. Nie rozstrzygnięto, czy chodzi o populację endemiczną, czy o europejską drogę dyspersji.